# Informationstechnische Grundbildung

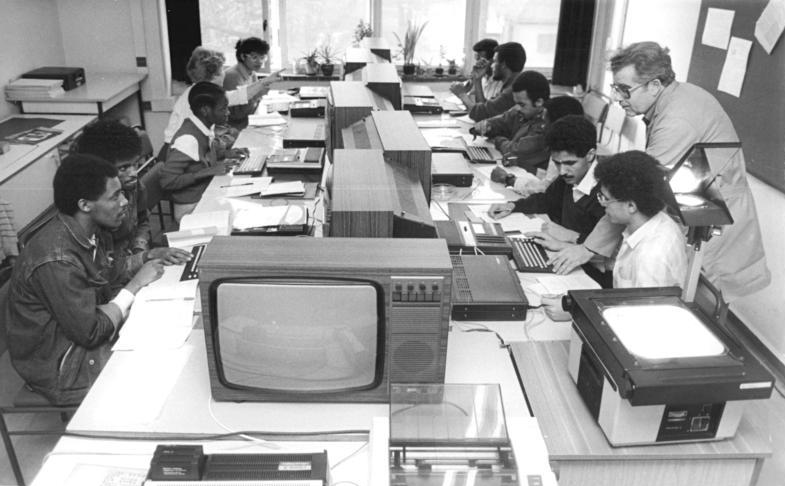
Ausbildung am Computer für Gaststudenten am Leipziger Herder-Institut 1989

Informationstechnische Grundbildung (Informationstechnologische Grundbildung) oder auch Informationstechnischer Grundkurs (ITG) bezeichnet in Deutschland das Fach in der Schule, in dem Grundkenntnisse in der Arbeit mit dem Computer vermittelt werden.
Der Begriff ITG ist seit den 1990er Jahren bundesweit für eine grundlegende Bildung im informations- und kommunikationstechnischen Handlungsfeld anerkannt.
In den ersten Jahren wurde ITG als gesondertes Fach in der Regel von Mathematik- und Informatiklehrkräften unterrichtet. Mit zunehmender Anerkennung der Medien- und Methodenkompetenz als Schlüsselqualifikationen in den inzwischen bundesweit vereinheitlichten Bildungsstandards wird die Vermittlung informationstechnischer Grundkenntnisse in den Fachunterricht aller Klassenstufen integriert. An einigen Schulen wird ITG allerdings immer noch als eigenständiges Fach unterrichtet, um die Medienkompetenz der Schüler gezielt zu fördern.
Zu den Inhalten der ITG gehören der Umgang mit Textverarbeitungs-, Tabellenkalkulations-, Präsentations-, Dateiverwaltungs-, Bildbearbeitungsprogrammen, Grafiksoftware, Informations- und Kommunikationssystemen, Simulationen und Modellbildung. Außerdem sollte die grundlegende Funktion von Hardware und von Prozessdatenverarbeitungen (z. B. im naturwissenschaftlichen bzw. technischen Unterricht) vermittelt werden.
Seit der Entwicklung der Netzwerktechnologien, besonders des Internets seit der Mitte der 1990er Jahre, spricht man alternativ statt von ITG oft von der Informations- und Kommunikationstechnischen Grundbildung (IKG).
Alfons Rissberger war 1986 Ideengeber und Herausgeber des ersten deutschsprachigen Lehrbuchs Informationstechnische Grundbildung (ITG) (Klett-Verlag). Rissberger hat bereits 1990 in der 2. Auflage in seinem „Ausblick“ die Grundlagen und Auswirkungen von E-Learning eingehend aufgezeigt.
Zum Erlangen der Kompetenzen zur Umsetzung der ITG für Lehrkräfte und Lehramtsanwärter in allen Schulformen und Fächern gab es auch Unterstützungsmaßnahmen von Seiten kommerzieller Computerunternehmen.